# Parafroneta subantarctica
Parafroneta subantarctica là một loài nhện trong họ Linyphiidae.
Loài này thuộc chi Parafroneta. Parafroneta subantarctica được A. David Blest miêu tả năm 1979.